# Ischnophanes
Ischnophanes é um gênero de traça pertencente à família Agonoxenidae.